# Danielle Harris
Danielle Andrea Harris (Plainviee, Nova York, Estats Units, 1 de juny de 1977) és un actriu còmica estatunidenca.

## Biografia
L'actriu va començar la seva carrera professional a Nova York, apareixent en diferents anuncis de televisió. El seu primer paper com a actriu el va obtenir el 1985 quan va interpretar Samantha en One life to live, un paper que va fer fins al 1987.
En 1988 es va atrevir a participar en un càsting, i va acabar sent Jamie Lloyd en Halloween 4: el retorn de Michael Myers, paper que la llançaria a la fama. El 1989 va repetir el paper, quan va actuar en Halloween 5. El 1995, sortiria a la pantalla el sisè lliurament Halloween: The Curse of Michael Myers, però ella no va participar-hi a causa de desacords amb el destí del seu personatge en el guió, i sobre el pagament dels 5.000 dòlars que havia demanat per participar en la pel·lícula (fins i tot menys del que se li va pagar en el quart lliurament), per tant, JC Brandy va acabar sent Jamie en el sisè lliurament, però aquesta decisió no va agradar a la majoria dels fanàtics de la saga, ja que Harris s'havia fet molt popular entre ells.
Danielle va tornar a la franquícia participant en l'adaptació de Rob Zombie l'any 2007. El 2009 va actuar en la seqüela Halloween 2.
Danielle va participar en moltes pel·lícules més, com Don't Tell Mom The Babysitter's Dead (1991), The Last Boy Scout (1991), Free Willy (1993), Wish Upon a Star (1996), en la pel·lícula de terror Urban Legend (1998) i en Hatchet 2 (2010) i va aparèixer freqüentment en Roseanne durant els anys 1992-1993. Després ha tingut aparicions especials en Diagnosis Murder, Charmed, ER, entre d'altres. El 2014 ha aparegut en la seqüela de "See No Evil"
Va néixer i va ser criada per la seva mare soltera a Queens, Nova York. Té una germana anomenada Ashley.

### Amenaça de mort
El 1995 l'actriu va ser assetjada per un fan obsessionat, que li va escriure moltes cartes amb amenaces de mort. Aquest home va ser arrestat després de portar una escopeta i un os de peluix a la seva casa.
El 29 de gener de 2007, Danielle va aparèixer en un capítol de The Dr. Phill Show i va relatar aquesta espantosa experiència. Pel que sembla, l'assetjador, estava obsessionat amb el personatge de Molly, que Harris va fer en la sèrie Roseanne.
L'octubre de 2009 se li va concedir una ordre de restricció contra el acosador, que li va començar a enviar missatges per Twitter. L'ordre de protecció va expirar el 2012.

## Filmografia
Les seves pel·lícules més destacades són:

### Cinema
| Any  | Títol                                                       | Funció                        | Notes                                                |
| ---- | ----------------------------------------------------------- | ----------------------------- | ---------------------------------------------------- |
| 1988 | Halloween 4: The Return of Michael Myers                    | Jamie Lloyd                   |                                                      |
| 1989 | Halloween 5: The Revenge of Michael Myers                   | Jamie Lloyd                   |                                                      |
| 1990 | Marcat per la mort (Marked for Death)                       | Tracey                        |                                                      |
| 1991 | Don't Touch My Daughter                                     | Dana Hemmings                 | telefilm; també coneguda com Nightmare               |
| 1991 | The Killing Mind                                            | Isobel Neiman                 | telefilm                                             |
| 1991 | Cowboys de ciutat (City Slickers)                           | Estudiant                     |                                                      |
| 1991 | Don't Tell Mom the Babysitter's Dead                        | Melissa Crandell              |                                                      |
| 1991 | L'últim boy scout (The Last Boy Scout)                      | Darian Hallenbeck             |                                                      |
| 1993 | The Woman Who Loved Elvis                                   | Priscilla "Cilla" Jackson     | Basat en la novel·la de Laura Kalpakian Graced Land  |
| 1993 | Allibereu Willy (Free Willy)                                | Gwenie                        |                                                      |
| 1994 | Roseanne: An Unauthorized Biography                         | Jessica Pentland              | telefilm                                             |
| 1995 | Halloween: The Curse of Michael Myers                       | Jamie Lloyd (imatges d'arxiu) | Halloween 5                                          |
| 1996 | Wish Upon a Star                                            | Hayley Wheaton/Alexia Wheaton | telefilm                                             |
| 1996 | Shattered Image                                             | Susan                         |                                                      |
| 1996 | Back to Back                                                | Chelsea Malone                | També coneguda com American Yakuza 2                 |
| 1996 | Daylight                                                    | Ashley Crighton               |                                                      |
| 1998 | Dizzyland                                                   | Lulu                          |                                                      |
| 1998 | Urban Legend                                                | Tosh Guaneri                  |                                                      |
| 1999 | Goosed                                                      | Charlene Silver               |                                                      |
| 1999 | Hard Time: Hostage Hotel                                    | Justine Sinclair              | telefilm                                             |
| 2000 | Poor White Trash                                            | Suzi                          |                                                      |
| 2001 | Killer Bud                                                  | Barbie                        | També coneguda com Totally Irresponsible             |
| 2001 | The Wild Thornberrys: The Origin of Donnie                  | Debbie Thornberry (Veu)       | telefilm                                             |
| 2002 | Els Thornberrys: La pel·lícula (The Wild Thornberrys Movie) | Debbie Thornberry (Veu)       |                                                      |
| 2003 | The Partners                                                | Leila                         | telefilm                                             |
| 2003 | Rugrats Go Wild                                             | Debbie Thornberry (Veu)       |                                                      |
| 2004 | Debating Robert Lee                                         | Liz Bronner                   |                                                      |
| 2004 | Em &Me                                                      | Emily                         | També coneguda com Moondance                         |
| 2004 | Life After                                                  | Lauren                        | curt                                                 |
| 2005 | Race You to the Bottom                                      | Carla                         |                                                      |
| 2007 | Halloween                                                   | Annie Brackett                |                                                      |
| 2007 | Left for Dead                                               | Nancy                         | També coneguda com Devil's Night                     |
| 2008 | Burying the Ex                                              | Olivia                        | Versió curta                                         |
| 2008 | Prank                                                       | Sarah                         | Director de segment                                  |
| 2009 | Super Caperss                                               | Felicia Freeze                |                                                      |
| 2009 | Halloween II                                                | Annie Brackett                |                                                      |
| 2009 | Blood Night: The Legend of Mary Hatchet                     | Alissa Giordano               |                                                      |
| 2009 | The Black Waters of Echo's Pond                             | Kathy                         |                                                      |
| 2010 | Godkiller                                                   | Halfpipe (Veu)                |                                                      |
| 2010 | Cyrus: Mind of a Serial Killer                              | Maria Sanchez                 |                                                      |
| 2010 | Godkiller: Walk Among Us                                    | Halfpipe (Veu)                |                                                      |
| 2010 | Hatchet 2                                                   | Marybeth Dunston              |                                                      |
| 2010 | Stake Land                                                  | Belle                         |                                                      |
| 2010 | The Day I Told My Boyfriend                                 | Belle                         |                                                      |
| 2010 | Underground Entertainment: The Movie                        | Ella mateixa                  |                                                      |
| 2011 | Nice Guys Finish Last                                       | Kori                          | curt                                                 |
| 2011 | The Victim                                                  | Mary                          |                                                      |
| 2011 | ChromeSkull: Laid to Rest 2                                 | Spann                         |                                                      |
| 2011 | The Trouble with the Truth                                  | Jenny                         |                                                      |
| 2011 | Cornered                                                    | April Brant                   |                                                      |
| 2012 | Fade Into You                                               | Dona                          | curt                                                 |
| 2012 | Shiver                                                      | Wendy Alden                   | Basat en la primera novel·la de Brian Harper         |
| 2012 | Among Friends                                               | Jamie Lloyd (cameo)           | Director                                             |
| 2012 | Hallows' Eve                                                | Nicole Bates                  |                                                      |
| 2012 | Fatal Call                                                  | Amy Hannison                  | També coneguda com Call Me on Tuesday                |
| 2013 | Hatchet III                                                 | Marybeth Dunston              |                                                      |
| 2013 | Crazy Turks Action                                          | Ruth                          |                                                      |
| 2013 | Camp Dread                                                  | Xèrif Donlyn Eldridge         |                                                      |
| 2014 | Ghost of Goodnight Lane                                     | Chloe                         | També coneguda com The Haunting of Goodnight Lane    |
| 2014 | Scream Queens: Horror Heroines Exposed                      | Ella mateixa                  |                                                      |
| 2014 | See No Evil 2                                               | Amy                           |                                                      |
| 2015 | Night of the Living Dead: Darkest Dawn                      | Barbara (veu)                 | També coneguda com Night of the Living Dead: Origins |
| 2016 | Postpartum                                                  | Regan                         | curt                                                 |
| 2016 | Havenhurst                                                  | Danielle Hampton              |                                                      |
| 2016 | Inoperable                                                  | Amy Barrett                   |                                                      |